# Tephrocybe baeosperma
Tephrocybe baeosperma är en svampart som först beskrevs av Henri Romagnesi, och fick sitt nu gällande namn av Meinhard (Michael) Moser 1978. Tephrocybe baeosperma ingår i släktet Tephrocybe och familjen Lyophyllaceae.   Inga underarter finns listade i Catalogue of Life.
I den svenska databasen Dyntaxa används istället namnet Lyophyllum baeospermum för samma taxon.  Arten är reproducerande i Sverige.